# Первый посетитель
«Первый посетитель» — советский художественный фильм 1965 года, дебютная режиссёрская работа Леонида Квинихидзе по сценарию Даниила Гранина.

## Сюжет
События происходят в Петрограде 6—7 ноября 1917 года. Крестьянин Василий Шубин приезжает в столицу в поисках справедливости, с жалобой на местные власти: у него незаконно реквизировали его кормилицу — лошадь. Его пустяковое для Временного правительства дело остаётся без внимания, и тогда он отправляется в Смольный, к большевикам, где становится не только свидетелем, но и участником стремительно разворачивающихся событий, первым крестьянским ходоком у Ленина.

Похождения крестьянина Василия Шубина происходят в Петрограде во время революционных событий 1917 года. Наивный до непосредственности русский мужик напоминает бравого солдата Швейка, становясь причиной появления различных курьёзных ситуаций в кишащем революционном муравейнике.

## В ролях
- Юрий Дубровин — Василий Шубин, крестьянин
- Руфина Нифонтова — Александра Коллонтай
- Иннокентий Смоктуновский — Ленин
- Игорь Ясулович — Григорий Любимов
- Игорь Горбачёв — Велихов
- Борис Чирков — дядя Федя
- Алиса Фрейндлих — Таня
- Александр Попов — Лавров
- Валерий Быченков — Егоров
- Павел Панков — швейцар
- Герман Муравьев — комиссар
- Владимир Татосов — комиссар
- Сергей Филиппов — делопроизводитель
- Анатолий Шведерский — одноглазый чиновник
- Борис Лёскин — чиновник
- Вячеслав Крунчак — чиновник
- Кирилл Гун — чиновник
- Фёдор Никитин — казначей
- Олег Белов — Князев
- Пантелеймон Крымов — извозчик
- Александр Момбели — извозчик
- Николай Кузьмин — извозчик
- Анатолий Пустохин — Милютин
- Сергей Свистунов — Амосов
- Геннадий Нилов — Бубнов
- Геннадий Воропаев — Дыбенко
- Владимир Васильев — Скрипкин
- Леонтина Дёмина — Круглова
- Герман Хованов — Бонч-Бруевич
- Игорь Класс — Дзержинский
- Николай Вакуров — Подвойский
- Юрий Соловьёв — солдат-инвалид
- Зинаида Дорогова — мамаша
- Марина Кузнецова — баба
- Анатолий Азо — матрос-большевик
- Альберт Печников — матрос
- Виталий Щенников — грабитель
- Евгений Филатов — кабатчик
- Фаина Раневская — старая дама

## О фильме
Основой сценария фильма послужили мемуары А. М. Коллонтай. Отмечалось, что в сценарии «строгая документальность сочетается с поэтическим домыслом». Отрывки из этого сценария печатались начиная с 1962 года, полностью он был опубликован в 1964 году в журнале «Звезда», а в 1967 году Даниил Гранин переработал его в рассказ «Записка от Ленина».
Фильм снят в жанре «лёгкой комедии: не глубок, эксцентричен», отмечалось, что «сама парадоксальность ситуации — грандиозность свершившегося переворота и крохотность дела, с которым пришёл к Ленину первый посетитель, — рождает комедийный элемент», при этом режиссёр решает фильм нешаблонно, вырываясь из схематизма «в стилистике фильма, в романтической трактовке историко-революционной темы, в аллегоричности и символике, вырастающих из быта революции».
Предпоследняя роль в кино Фаины Раневской. Приглашённая на съёмки фильма, она сама написала для себя роль — четыре небольших эпизода, где «юмор, сатира оказались рядом с трагедией».